# Мультивселенная (DC Comics)
Мультивселе́нная DC (англ. DC Multiverse) — вымышленная концепция вселенных в комиксах издательства DC Comics. Мультивселенная состоит из множества параллельных миров, находящихся в одном физическом пространстве, но отделённых друг от друга особой плоскостью резонансных колебаний. Концепция Мультивселенной даёт писателям определённую творческую свободу и возможность создавать альтернативные версии персонажей и их судьбу, отличающуюся от основной, непрерывной версии. Количество вселенных в DC Universe неоднократно менялось за годы публикаций.
Первая, оригинальная Мультивселенная появилась после вмешательства Кроны, одного из Стражей Вселенной, в Большой взрыв, породивший Вселенную. В результате его вмешательства, образовалась не одна вселенная, а бесконечное множество. Эта версия Мультиверс перестала существовать после событий серии Кризис на Бесконечных Землях (англ. Crisis on Infinite Earths). Александр Лютер-младший во время событий серии Бесконечный Кризис (англ. Infinite Crisis) пытался создать вторую Мультивселенную, его планы были сорваны группой выживших героев из разных вселенных, которые объединились в одну под названием Новая Земля. После объединения образовался пространственный коллапс из-за того, что получившаяся вселенная была слишком мала, чтобы уместить в себе сразу несколько миров. Коллапс привёл к созданию пятидесяти двух идентичных альтернативных реальностей в сюжетной линии 52.
Первоначально не было согласованности о «номере» Земли, вселенные различались в описательном плане или номер фигурировал только в рамках одной сюжетной линии (как это было с Землёй-3 в 1964 году), но вскоре сложилась традиция присваивать каждой вселенной номер: Земля-1, Земля-2 и т. д. В настоящее время в Мультиверс используются номера, а оригинальная вселенная, в которой происходят события по умолчанию, называется Земля-0 и входит в общее число миров Мультивселенной.

## История

### Оригинальная Мультивселенная

#### До Кризиса
Хотя DC Comics продолжали публикацию с 1930-х по 1950-е годы, множество персонажей после окончания Золотого века комиксов в 1940 году прекратили появляться в комиксах в связи с непопулярностью. Только несколько героев пережили кризис и их серии не были прекращены: Супермен, Бэтмен, Чудо-женщина, Аквамен и Зелёная стрела. В 1956 году, вышел выпуск Showcase #4, в котором впервые появился новый Флэш — Барри Аллен, и этот выпуск стал отправной точкой Серебряного века комиксов. После успеха нового Флэша, были перезапущены ещё несколько персонажей, включая Зелёного Фонаря, Атома, Человека-ястреба.
Первая параллельная вселенная появилась в 1953 году в выпуске Wonder Woman #59, в котором Чудо-женщина, путём искривления пространства и времени, встретила своего двойника по имени Терра Теруна (англ. Terra Terruna), что переводится как Чудо-женщина. После борьбы со злодеем Герцогом Дазамом, Чудо-женщина вернулась домой, в свою вселенную. После, концепция параллельного мира была использована ещё несколько раз, вплоть до Wonder Woman #89 (апрель 1957 года), в котором появилась альтернативная версия Земли, Магическая Земля, погрязшая в преступности, и где доминирующей силой в мире была магия, а не наука. Впоследствии, Магическая Земля не появилась в общей концепции Мультиверс, но появилась ещё раз в выпуске Justice League of America #2 под редакцией Гарднера Фокса.
Впервые концепция Мультивселенных была установлена в сюжетной линии «Флэш двух миров» (англ. Flash of Two Worlds) в выпуске The Flash #123, когда выяснилось, что Флэш Золотого века Джей Гаррик и Флэш Серебряного века живут в двух параллельных вселенных. Барри Аллен с помощью своих способностей смог преодолеть барьер между мирами, и перебрался из вселенной Земли-1 в Землю-2.
Каждая Земля в каждой вселенной имеет своих супергероев, со своими характеристиками и биографией. В ряде случаев, персонажи, права на которых были приобретены DC Comics у других издательств, появились в различных альтернативных вселенных.

#### Кризис на Бесконечных Землях

Два Флэша — Джей Гаррик и Барри Аллен, на заседании Общества Правосудия Америки на Земле-1.

В честь празднования 50-й годовщины, издательство DC Comics выпустило в 1985 году ограниченную серию комиксов из двенадцати выпусков, под названием Кризис на Бесконечных Землях (англ. Crisis on Infinite Earths). В серии принял участие почти каждый из значимых персонажей DC, после чего издательство «перезапустило» все серии, выпускавшиеся до Кризиса — космическая битва закончилась воссозданием новой вселенной с незапамятных времён до наших дней, что позволило начать новую эру старых героев, в том числе для Супермена, Чудо-женщины и Бэтмена.
Одна за другой уничтожались параллельные вселенные, например, злодей Анти-монитор уничтожил сразу пять миров. Герои последних пяти вселенных (Земля-1, Земля-2, Земля-4, Земля-S и Земля-Х) вместе с горсткой выживших из других вселенных противостояли Анти-монитору, пока не одержали над ним победу. После этого, во время инцидента с пространственно-временных перемещением, был изменён Большой взрыв, породивший Вселенную, и в результате него образовалась только одна вселенная, а не несколько параллельных. В современное время, DC Universe включает в себя элементы последних пяти вселенных, и несколько новых. Например, там был Флэш Джей Гаррик, который был членом Общества Правосудия Америки в 1940-х годах, и другой Флэш, Барри Аллен, который был членом Лиги Справедливости Америки много десятилетий спустя, но не было Супермена, который изменил историю и на Земле-1, и на Земле-2.
Несколько докризисных персонажей, например Супергёрл Кара Зор-Эл и Барри Аллен, были убиты во время Кризиса на Бесконечных Землях, в результате чего они были либо просто удалены из сюжета, что произошло с Супердевочкой, или были объявлены мёртвыми, как было с Барри Алленом, который переместился в другую вселенную. Считается, что Чудо-женщина так же погибла в последнем выпуске Кризиса, но на самом деле она была отправлена назад во времени. Всё это подготовило почву для перезапуска многих серий, а другие менее значимые персонажи просто исчезли из сюжета без объяснения причин, например, Стики Супер-кошка и Комета Супер-лошадь.
Первоначально, большинство персонажей помнили о существовании Мультиверс, но через некоторое время, предположительно, из-за нахождения в новом временном периоде, их воспоминания о докризисных вселенных исчезли, за исключением одного персонажа, который помнил их — суперзлодей Психо-пират.

#### После Кризиса
Хотя концепция мультивселенных после Кризиса была ликвидирована, в некоторых комиксах встречались ссылки на неё. В сюжетах о Энимал Мэне под редакцией Гранта Моррисона упоминалась Мультиверс и её последствия. Амбуш Баг, персонаж Кита Гриффена, демонстрировал свою осведомлённость о событиях Кризиса в своей собственной мини-серии. В серии Books of Magic, опубликованной издательством Vertigo, но входящая в состав вселенной DC, была сюжетная линия, написанная Питером Гроссом в выпуске The Books of Magic #51, в которой появился Тимоти Хантер из параллельной вселенной перемещался между другими вселенными.

#### Elseworlds
Хотя DC утверждала, что альтернативной Земли больше не существует, в 1990-х годах ими было опубликовано несколько уан-шотов, объединённых серий Elseworlds. В них появились альтернативные версии некоторых персонажей, что согласовалось с концепцией Мультивселенной. Официально эта серия была охарактеризована DC Comics как «описание событий, которые могли бы произойти». Некоторые связанные с серий выпуски выходили и без пометки Elseworlds, например Batman: The Dark Knight Returns под авторством Фрэнка Миллера. Через некоторое время, когда были восстановлены 52 вселенных, некоторые миры, входившие в Elseworlds, были включены и в Мультиверс.

#### Hypertime
В 1999 году DC Comics представила Hypertime (рус. Гипервремя) — вымышленную концепцию реальностей, которая включала в себя как докризисную версию Мультивселенной, так и несколько новых миров. Впервые появившись в серии комиксов The Kingdom, в которых так же появилось нечто похожее на оригинальную, докризисную Землю-2. Впоследствии, такая концепция была использована ещё несколько раз в комиксах о Флэше и Супербое.

#### Bleed
Писатель Уоррен Эллис в серии Planetary (а впоследствии и с нескольких сериях для издательства WildStorm), описал структуру Мультиверс как сеть из 196 833 объединённых вселенных, которые расположены по схеме, сходной со строением симметричной снежинки, и где каждая вселенная отделена от другой пространственно-временной реальностью под названием Bleed. В кроссовере Batman-Planetary было сказано, что «частичный крах Мультивселенной произошёл в 1985 году», намекая этим на события Кризиса на Бесконечных Землях. По этой версии, в результате частичного коллапса, исчезли только некоторые вселенные, а часть из них осталась. Позже, во время Бесконечного Кризиса, стало известно что пространственно-временной туннель Bleed лежит между 52 вселенными новой Мультиверс.

### Бесконечный Кризис

Александр Лютор-младший с Земли-3.

В 2005 году стартовала серия Бесконечный Кризис (англ. Infinite Crisis), кроссовер-сиквел Кризиса на Бесконечных Землях (англ. Crisis on Infinite Earths). Сюжетная линия, которая ведёт к основным событиям, включает несколько ссылок на Мультиверс, например, мини-серия Return of Donna Troy, в которой Донна Трой вернулась из мёртвых и помнила, как встречалась с несколькими своими альтернативными версиями (к примеру, Тёмный Ангел — её версия с Земли-7), а также мини-серия Captain Atom: Armageddon, в котором вернулся Капитан Атом.
Во время Бесконечного Кризиса появились некоторые персонажи, такие как Супермен и Лоис Лейн с Земли-2, Супербой с Земли-Прайм, и Александр Лютор-младший с Земли-3 и все оставшиеся в живых после уничтожения оригинальной Мультивселенной, и было признано существование старой Мультивселенной, которая была разрушена. Земля-2 была воссоздана в выпуске #4, и все выжившие герои родом оттуда вернулись назад.
Кроме того, миры, ранее описанные в сериях «Imaginary Stories» или «Elseworlds» были включены в Мультиверс. В них присутствовали такие персонажи как Красный Супермен, Синий Супермен, Супермен-мл. и Бэтмен-мл. и серии World’s Finest 1970-х годов, Супермен из серии Superman: Red Son, Супермен из мира, где он, Бэтмен и Чудо-женщина существовали в эпоху ацтеков.
Александр Лютор-младший пытался воссоздать Мультиверс, используя выживших с Земли-2, но в итоге его план был разрушен, а оборудование уничтожено Супербоем, после чего все «Земли» повторно слились в одну под названием Новая Земля. Последствия слияния были показаны в сюжетных линиях «52» и «Один год спустя» (англ. One Year Later).

### 52
Намёк на 52 вселенных случился ещё в 2005 году, в серии Green Lantern. В Книге Оа, написанной Стражами Вселенной, содержалось пророчество под названием Темнейшая ночь, которое гласило:

«Лицо из металла и плоти заговорит о тайне 52.
Страх пробудится.
Сила воли соберется.
И война света раскроет правду, стоящую за силой колец.»
— Book Of Oa, Green Lantern (vol. 4) #20
После допроса Стражи Вселенной выяснили, что «лицо из металла и плоти» — Хэнк Хэншоу знает о 52 параллельных вселенных.
Позже, в колонке DC Nation, редактор DC Comics Дэн ДиДио разместил закодированное сообщение, которое можно было прочесть по первым буквам каждого третьего слова. Сообщение получило название «Тайна 52» и гласило «Тайна 52 — это то, что Мультивселенная ещё существует».

«Почему нужно вернуть Мультивселенную? Нужен простой ответ? Это была отличная идея как в 60-х годах (снимаю шляпу перед Юлиусом Шварцем), так и сейчас, если ей управлять должным образом. Это будет новая Мультивселенная, из 52 (магическое число) различных вселенных, половина из которых классифицированна, а другая половина — нет. Вы видели отсылки к этому в течение года, например, в сериях „Countdown“ и „Countdown to Adventure“, а также в „Challengers from Beyond“»— Дэн ДиДио, DC Nation #62
В 2006 году, в серии 52 стало известно, что после событий Бесконечного Кризиса, оставшиеся миры объединились в один — Новая Земля. Однако, получившаяся в итоге вселенная оказалось слишком малой, чтобы сочетать в себе энергию сразу нескольких миров и она начала разделяться на 52 идентичных вселенных, которые образовали новую Мультивселенную. Каждый из новых альтернативных миров занимал то же физическое пространство, но был отделён от другого плоскостью резонансных колебаний. Изначально, все эти земли были идентичны Новой Земле, но после вмешательства Мистера Майнда, который изменил историю на одной из вселенных, история на всех остальных начала идти своим чередом.

### All-Star Superman
В серии из двенадцати выпусков под названием «All-Star Superman», Супермен создал параллельную вселенную под названием Земля-Q, отдельно от Мультивселенной, чтобы увидеть своими глазами мир без Супермена или любых других супергероев. Земля-Q была идентичная настоящей, невымышленной Земле, на которой жили обычные люди без сверхспособностей, а все супергерои — только персонажи комиксов (можно увидеть выпуск Action Comics #1 с Суперменом на обложке).

## Список вселенных
Первоначально, никакого общего правила о номерах или обозначениях параллельных вселенных не существовало — описание новой «Земли» было изложено либо словесно, либо использовались номера в пределах одной серии или сюжетной линии. Например, в сюжете «Crisis on Earth-Three!» в выпуске JSA #29 в 1963 году, использовалось описание Земля-2 и Земля-3. Однако, в «Кризисе на Бесконечных Землях» появилась практика обозначать вселенные цифрами, что продолжилось и в серии «52» и в «Обратном отсчёте».
После первого Кризиса, появились несколько новых вселенных, несмотря на то, что DC Comics убрали концепцию Мультиверс из сюжета. Кроме того, параллельные миры появились и в некоторых сериях, которые выпускались DC совместно с другими издательствами и технически, ни один из этих миров никогда не был частью Мультивселенной.
Новая версия Мультивселенной, которая была введена в серии «52» имела в своём составе не бесконечное множество параллельных миров, как было ранее, а всего 52, которые носят название Новая Земля и просто Земля с обозначениями от 1 до 51. Изначально, все альтернативные вселенные были идентичны Новой Земле и включали в себя тех же людей и ту же историю, но после того, как Мистер Майнд «пожирает» часть истории каждой Земли, во всех вселенных образуются новые варианты своей истории и биографии живущих людей, например, на Земле-10 появилась нацистская версия Лиги Справедливости. Также, присутствует Тёмная Мультивселенная(хоть хрупкая, но в связи с стабильностью и балансом должна существовать и негативный аналог), Метавселенная и Омнивселенная.

## Взаимодействие между вселенными
Первоначально, до Кризиса на Бесконечных Землях, жители различных вселенных и не подозревали о наличии других миров. Позже, писатели DC изменили это — население всех основных посткризисных миров, включая людей без сверхспособностей, знало о существовании альтернативных реальностей, о чём сказано в Final Crisis #7. Неясно, имеют ли представление о других мирах жители новой Мультивселенной, состоящей из 52 вселенных, но многие из обладающих сверхспособностями, как было показано, были в курсе о наличии Мультивселенной, и неоднократно взаимодействовали с другими мирами.
Первым персонажем, кому удалось вступить в контакт с параллельной вселенной (первым в хронологическом порядке, а не в порядке выхода публикаций) был Дядя Сэм с Земли-2, который случайно перешёл на сторону Земли-Х. Самая первая история о перемещении между вселенным, опубликования DC Comics, была история в рамках серии Wonder Woman, о том, как Чудо-женщина попала в одну из параллельных вселенных в выпуске Wonder Woman #59 в 1953 году. Барри Аллен, Флэш Серебряного века с Земля-1 при помощи своих способностей суперскорости, преодолел барьер между вселенными в выпуске The Flash #123 и попал на Землю-2, где встретил Флэша Золотого века Джея Гаррика.
Другие персонажи, обладающие сверхскоростью, тоже были способны переместиться в другую вселенную, но делали это крайне редко. Лига Справедливости Америки изобрела устройство, которое обычно использовалось для быстрой транспортировки команды в штаб-квартиру на Луне, но вскоре применялось для контактов со своими коллегами из других вселенных. Также, было показано, что Чудо-женщина переходила в другие миры ещё несколько раз, Супермен был способен переходить в другие вселенные по своему желанию, а Капитану Марвелу для этого был нужен Рок Вечности. Иногда, писатели помещали персонажей разных миров в ту или иную вселенную без объяснения причин. Нестыковки в появлениях персонажей в разных вселенных часто приводят как одну из причин, что привела к тому, что создатели отказались от концепции Мультивселенной во время Кризиса на Бесконечных Землях.
В Marvel Comics основной вселенной является Земля-616, и является частью Мультивселенной Marvel. В кроссвере JLA/Avengers, Лига Справедливости смогла преодолеть барьер и попасть во вселенную Земли-616. Тогда же, стало известно что молот Тора Мьёльнир способен путешествовать со скоростью, выше скорости Флэша, что даёт ему возможность перемещаться между вселенными и возвращаться в руку Тора. Однако, из-за того, что Спид Форс не существует во вселенной Marvel, следовательно, Флэш не смог переместиться обратно с помощью своих способностей, которые подпитываются от Спид Форс.

### Издания
Контакты между альтернативными вселенными (или истории, произошедшие на других «Землях») были перепечатаны в следующих изданиях:
| Название                                | Собранные выпуски                                                                                                 |
| Crisis on Multiple Earths: The Team-Ups | Crisis on Multiple Earths: The Team-Ups                                                                           |
| --------------------------------------- | --- |
| Том 1                                   | The Flash #123, 129, 137, 151 Showcase #55-56 Green Lantern vol. 2, #40 The Brave and the Bold #61 The Spectre #7 |
| Том 2                                   | The Atom #29, 36 The Brave and the Bold #62 The Flash #170, 173 Green Lantern vol. 2, #45, 52 The Spectre #3      |
| Crisis on Multiple Earths               | |
| Том 1                                   | Justice League\|Justice League of America #21-22, 29-30, 37-38, 46-47                                             |
| Том 2                                   | Justice League of America #55-56, 64-65, 73-74, 82-82                                                             |
| Том 3                                   | Justice League of America #91-92, 100—102, 107—108, 113                                                           |
| Том 4                                   | Justice League of America #123-124, 135—137, 147—148                                                              |
| Том 5                                   | Justice League of America #159-160, 171—172, 183—185                                                              |
| Justice Society                         | |
| Том 1                                   | All Star Comics #58-67 DC Special #29                                                                             |
| Том 2                                   | All Star Comics #68-74 Adventure Comics #461-466                                                                  |
| Мини-серии                              | |
| Crisis on Infinite Earths               | Выпуски #1-12 |
| Infinite Crisis                         | Выпуски #1-7 |
| Lord Havok and the Extremists           | Выпуски #1-6 |
| Countdown: Arena                        | Выпуски #1-4 |
| Уан-шоты                                | |
| Power Girl                              | Showcase #97-99 Secret Origins #11 JSA Classified #1-4 (содержит несколько страниц из выпусков JSA #32 and #39)   |
| Showcase Presents: Shazam               | Shazam #1-20, 26-29, 33 (истории о Земле-S)                                                                       |
| Huntress: Dark Knight Daughter          | DC Comics Super Stars #11 Batman Family #18-20 Wonder Woman #271-287, 289—290, 294—295                            |
| Еженедельные                            | |
| 52                                      | Выпуски #1-52 |
| Countdown to Final Crisis               | Выпуски #51-1 |

## Вне комиксов

### Анимационные фильмы
- В телесериале «Super Friends», команда супергероев неоднократно контактировала с альтернативными вселенными. В эпизоде «Universe of Evil» в результате несчастного случая, Супермен поменялся местами со своей отрицательной версией.
- В мультсериале «Superman: The Animated Series», в эпизоде «Brave New Metropolis» Лоис Лейн попала в альтернативную вселенную, где Супермен и Лекс Лютор захватили власть в Метрополисе и превратили его в фашистское мини-государство.
- В мультсериале «Лига Справедливости», в эпизоде «Legends», четверо героев Лиги случайно попали в параллельную вселенную, где встретили Гильдию Справедливости Америки — героев детства Джона Стюарта, про которых он читал в комиксах. Один из членов Гильдии предположил, что если существует две параллельных вселенных, то их существует бесконечное множество. В эпизоде «A Better World» члены Лиги были в плену у своих альтернативных двойников из другой вселенной, которые называли себя Лорды Справедливости. В этой вселенной Лекс Лютор был избран президентом США и развязал войну, в которой погиб Флэш и Лордам удалось захватить весь мир.
- В мультсериале «Лига Справедливости без границ», в эпизоде «Question Authority», Вопрос просматривал файлы на компьютере Кадмуса, и один из файлов назывался «Multiverse», а другой файл показывает кадры из серии «A Better World», где альтернативный Супермен убивает президента США Лекса Лютора.
- В мультсериале «Бэтмен: Отважный и смелый» Мультиверс упоминается в эпизодах «Deep Cover for Batman!» и «Game Over for Owlman!», в которых присутствовали несколько ссылок на альтернативные версии героев и злодеев, в том числе на Бэтмена и Оулмена. Мультиверс кратко появляется в эпизоде «Night of the Batmen!».
- В анимационном фильме «Лига Справедливости: Кризис двух миров», концепция мультивселенной является одной из главных особенностей сюжета. Позже, в этой Мультивселенной, были представлены другие миры, раз Мультивселенная трижды перезагружалась(1 - действия Флэша из-за Флэшпоинта, связи с тем что оригинал не пострадал; 2 - совместные усилия Флэша и Константина, что пришлось спасти родную Землю от кары Дарксайда; 3 - действие Анти-Монитора стерло одну Мультивселенную и действие героев создало новую Мультивселенную, но более стабильную после жертвы Флэша, Констатина(оба - виновники Кризиса, раз погубило Дарксайда вместо исправления ситуации), Вопроса(не хотел идти, решил что это ложное представление), Супергёрл(обычная задержка) и Спектра), и показаны в других фильмах.

### Телесериалы
- В телесериале «Лоис и Кларк: Новые приключения Супермена» оригинальные Лоис и Кларк встречают альтернативные версии самих себя в эпизодах «Tempus, Anyone?» и «Lois & Clarks».
- В телесериале «Тайны Смолвилля» так же присутствуют отсылки к Мультиверс. В эпизоде пятого сезона «Lexmas» Лекс Лютор посещает альтернативную вселенную, где Лайонел Лютор лишил его семейного состояния, сам Лекс женат на Лане Лэнг и имеет сына Александра. Кларк Кент работает корреспондентом в Daily Planet, Хлоя Салливан публикует книгу где разоблачает LuthorCorp при помощи Лекса, а Джонатан Кент выиграл выборы в сенат штата. В эпизоде седьмого сезона «Apocalypse» Кларк Кент попал в альтернативную реальность, где он не прибыл в Смолвилль и был убит Брейниаком. В эпизоде «Luthor» десятого сезона Кларк попадёт в альтернативную вселенную под названием Земля-2 при помощи криптонианского зеркала. В этой вселенной его приёмным отцом стал не Джонатан Кент, а Лайонел Лютор. Земля-2 появляется ещё раз в этом сезоне, в эпизоде «Kent».
- Во втором сезоне телесериала «Флэш» фигурирует Земля-2 с Джеем Гарриком и Зумом вместо Барри Аллена и Реверсивного Флэша. Также в Централ-Сити Земли-1 появляются 52 портала на разные места Земли-2, например Горрила-Сити. В сюжете второго сезона рассказывается, что Зум хочет убить всех Флэшей параллельных вселенных и стать таким образом самым быстрым и единственным сверхбегуном в Мультивселенной. В сериале «Флэш» в эпизоде «Добро пожаловать на Землю-2» когда Флэш перемещается на Землю-2 можно увидеть вселенные такие как: Флэша из сериала 1990-х годов и Супергёрл. Так же в сериале «Флэш» (5 сезон 9 серия) герои попадают на Землю-38 ,которая является измерением сериала «Супергёрл».
- В кроссовере «Кризис на Бесконечных Землях» начинает уничтожаться огромное количество параллельных Земель в Мультивселенной, где происходят или происходили события множества фильмов и сериалов, которые сняты по мотивам DC Comics.